# Списък на римските управители на Испания
Списък на римските управители на римската провинция Испания:
- Публий Корнелий Сципион, 218 – 211 пр.н.е.
- Гней Корнелий Сципион Калв, 218 – 211 пр.н.е.
- Гай Лелий, 210 – 206 пр.н.е.
- Публий Корнелий Сципион Назика, 194 пр.н.е.
- Публий Корнелий Сципион Назика, 194 – 191 пр.н.е.
- Луций Мумий Ахаик, 153 пр.н.е.
- Сервий Сулпиций Галба, 151 – 150 пр.н.е.
- Квинт Фабий Максим Емилиан, 145/144 – 143 пр.н.е.
- Децим Юний Брут Калаик, 138 – 136 пр.н.е.
- Публий Лициний Крас Див, 97 – 93 пр.н.е.
- Квинт Серторий, 83 – 72 пр.н.е.
- Луций Корнелий Сула, 82 – 81 пр.н.е.
- Марк Перпена Вентон, 77 – 72 пр.н.е.
- Помпей Велики, 77 – 71 пр.н.е. (Близка Испания)
- Луций Афраний, 71 – 69/ 67 пр.н.е.
- Юлий Цезар, 62 пр.н.е.
- Марк Емилий Лепид, 49 – 46 пр.н.е.
- Квинт Касий Лонгин, 49 – 47 пр.н.е.
- Тит Лабиен, 46 пр.н.е.
- Гней Помпей, 45 пр.н.е.
- Секст Помпей, 45 пр.н.е.
- Гай Карин, 41 пр.н.е.
- Сервий Сулпиций Галба, 61 г.

## Римски управители наДалечна Испания(Hispania Ulterior)
- Сципион Африкански Старши, 210 – 205 пр.н.е.
- Луций Стертиний, 199 – 196 пр.н.е.
- Марк Хелвий Блазион, 197 пр.н.е.
- Секст Дигиций, 194 пр.н.е.
- Публий Корнелий Сципион Назика, 194 – 191 пр.н.е.
- Публий Юний Брут, 189 пр.н.е.
- Гай Калпурний Пизон, 186 – 184 пр.н.е.
- Публий Семпроний Лонг, 184 пр.н.е.
- Луций Постумий Албин, 180 – 178 пр.н.е.
- Тит Фонтей Капитон, 178 – 177 пр.н.е.
- Гней Сервилий Цепион, 174 – 173 пр.н.е.
- Марк Мациен, 173 пр.н.е.
- Марк Атилий Серан, 152 -151 пр.н.е.
- Гай Марий, 114 пр.н.е.
- Фуфидий, 83 пр.н.е. (Бетика)
- Галоний, по време на войната на Цезар и Помпей
- Луций Афраний, 71 – 69 и 67 пр.н.е.
- Юлий Цезар, 62 пр.н.е.
- Гай Косконий, 62 – 61 пр.н.е.
- Квинт Касий Лонгин, 54 пр.н.е., на Иберийския полуостров 49 – 47 пр.н.е.
- Квинт Касий Лонгин (легат), 48 пр.н.е.
- Гай Требоний, 47 пр.н.е.
- Гай Азиний Полион, 44/43 пр.н.е.
- Вибий Серен, 23 – 24 г.
- Умбоний Силион, на Бетика по времето на Клавдий
- Бебий Маса, 93 г., по времето на Домициан

## Римски управители наБлизка Испания(Hispania Citerior)
- Публий Фурий Фил, 174 пр.н.е.
- Луций Афраний, 71 – 69/67 пр.н.е
- Квинт Цецилий Метел Непот, 56 пр.н.е.
- Гай Ауфидий Викторин, (170/171 на Бетика), Близка Испания 171 – 172 г.

## Римски управители наТараконска Испания(Hispania Tarraconensis)
- Гай Антисций Вет, 26 – 24 пр.н.е.
- Луций Елий Ламия, 24 – 22 пр.н.е.
- Гай Фурний, 22 – 19 пр.н.е.
- Публий Силий Нерва, 19 пр.н.е.
- Марк Лициний Крас (младши), 13 – 10 пр.н.е.
- Павел Фабий Максим, 3 – 2 пр.н.е.
- Луций Калпурний Пизон, 25 г.
- Сервий Сулпиций Галба, 60 – 68 г.
- Марк Клувий Руф, 69, 68
- Квинт Вибий Крисп, 72/73 г. по времето на император Веспасиан
- Корнелий Присциан, 145
- Публий Салвий Юлиан, 161 – 164 (166)
- Гай Ауфидий Викторин, 170/171 на Бетика (на Близка Испания 171 – 172
- Септимий Север, 178 – 180
- Луций Новий Руф, 196 (192 – 197)
- Тиберий Клавдий Кандид, 197 – 199
- Тит Флавий Тициан, 199 – 202 (205 – 208)
- Квинт Хедий Руф Лолиан Гентиан, 202 – 205
- Марк Меций Пробе, 205 – 208 (199 – 202)
- Квинт Атрий Клоний, 222 – 235
- Квинт Деций Валериан, 238
- Луций Домиций Галикан Папиниан, 241 – 244
- Марк Аврелий Валентиниан, 283
- Постумий Луперк, 288 – 289
- Юлий Север, 316
- Бадий Макрин, 324 – 326

## Римски управители наГалисия(Gallaecia)
- Фабий Аконий Катулин Филоматий, ? 338 – 339 г.